# インクリース・サムナー
インクリース・サムナー（英: Increase Sumner、1746年11月27日 - 1799年6月7日）は、アメリカ合衆国マサチューセッツ州の弁護士、法学者、政治家である。1797年から死亡した1799年までマサチューセッツ州知事だった。弁護士として訓練を積み、アメリカ独立戦争のときはマサチューセッツ暫定議会の代議員を務め、1782年には連合会議の議員に選出された。同年、マサチューセッツ州最高司法裁判所判事に指名され、1797年まで陪席判事を務めた。
サムナーはマサチューセッツ州知事に3度（毎年改選）大差で選出されたが、3期目の開始から間もなく死亡した。サムナーの息子には政治家かつ軍人だったウィリアム・H・サムナーがおり、ボストン市のサムナー・トンネルはこのサムナーにちなんで名付けられた。子孫には、20世紀の外交官であり、フランクリン・ルーズベルト大統領のアメリカ合衆国国務次官だったサムナー・ウェルズがいる。

## 初期の経歴
インクリース・サムナーは1746年11月27日、マサチューセッツ湾直轄植民地ロクスベリー地区で生まれた。父は同名のインクリース・サムナー、母はサラ・シャープであり、その8人の子供の1人だった。父はボストン市のドーチェスター地区に入植した者の子孫であり、成功した農家となり、サフォーク郡の検視官やロクスベリーの町政委員など多くの公職に就いていた。
1752年、サムナーはロクスベリーのグラマースクール、現在のロクスベリー・ラテン学校に入学した。この学校の校長はウィリアム・クッシングであり、後に合衆国最高裁判所陪席判事を務めた。サムナーは学校の成績が優秀であり、父の反対を越えて1763年にハーバード大学に入学した（父は農業を継がせようと思っていた）。ハーバードは1767年に卒業した。

## 法曹界の経歴
ハーバード大学を卒業した後、サムナーはロクスベリーの学校に就職し、2年間教えながら、植民地の検察官であるサミュエル・クインシーの下で法律を勉強した。サムナーはジョン・アダムズの下で勉強したいと思ったが、アダムズには弟子の学生が多すぎた。アダムズは、サムナーが「将来ある天才であり、勉強好きで高潔な青年である」と記していた。サムナーは1770年に法廷弁護士として認められ、同年にロクスベリーで法律事務所を開いた。

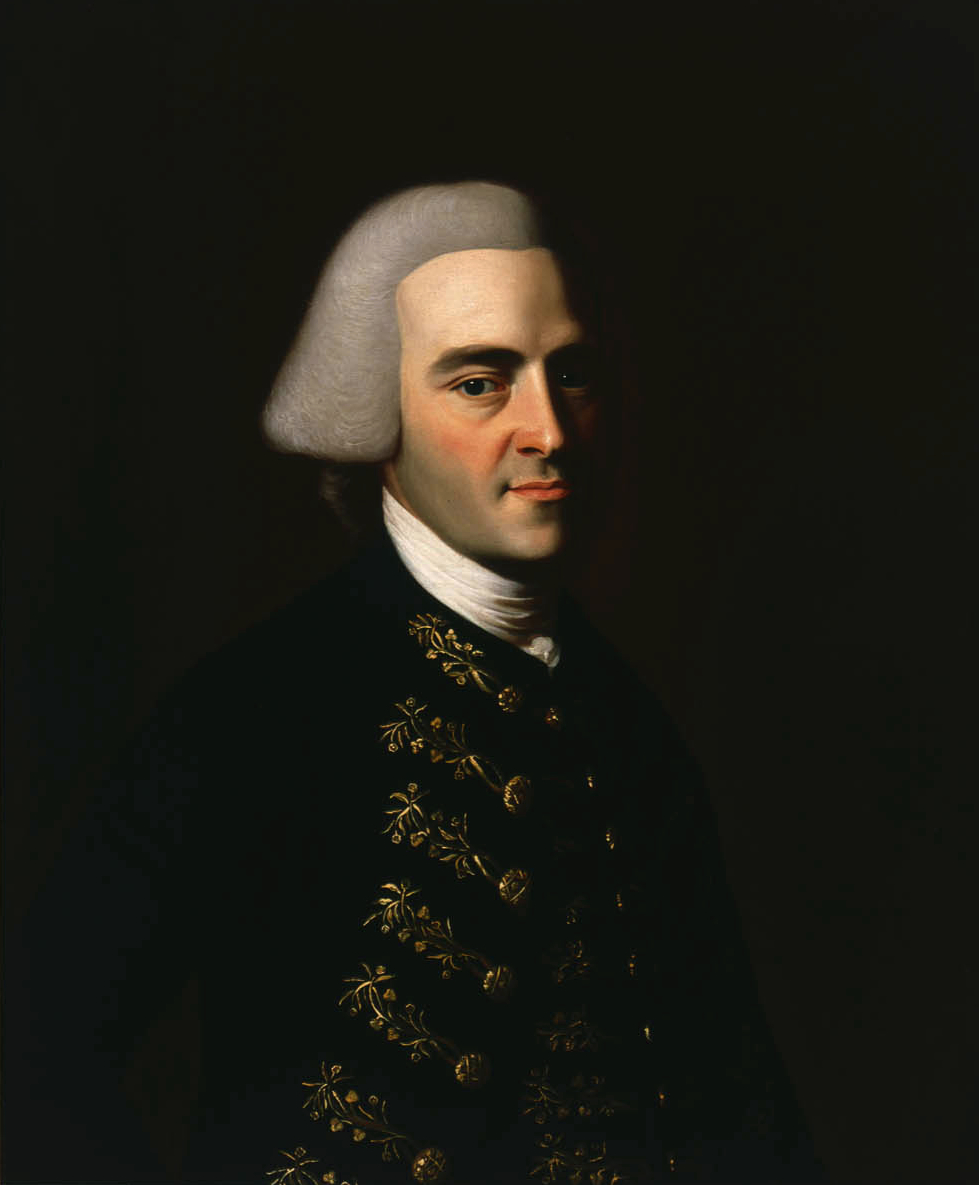
ジョン・ハンコック、サムナーをマサチューセッツ州最高司法裁判所判事に指名した

サムナーは1776年にロクスベリーの町を代表してマサチューセッツ邦議会の代議員に選ばれた。1777年新憲法を起草するための邦の会議に参加したが、その憲法は採用されなかった。1780年に邦憲法が採用されるまで邦議会代議員を続け、その後はサフォーク郡を代表して邦上院議員に選ばれた。この議席は2年間保持した。1782年6月、邦議会から連合会議の議員に選ばれた。これは辞任したティモシー・ダニエルソンに代わるものだったが、サムナーが実際に議席に着くことはなかった。1782年8月、ジョン・ハンコック知事が、サムナーをジェイムズ・サリバンに代わるマサチューセッツ州最高司法裁判所判事に指名した。サムナーは上院議員を辞職してこの地位を受け入れ、1782年から1797年まで務めた。当時の公式法廷記録があまり残っておらず、また判決は通常口頭で行われた（裁判所が正式に文書で記録を残すようになったのは1805年になってからだった）ために、サムナーの裁判官としての記録はあまり残っていない。サムナーは審問した事件の多くについて詳細なメモを残した。これらメモはマサチューセッツ歴史協会で保存されており、現在はマサチューセッツ初期司法史の貴重な資料となっている。
サムナーが最高司法裁判所判事を務めた時代は、マサチューセッツで大きな混乱があった時だった。アメリカ独立戦争に続いて、当時流通していた紙幣の価値が著しく下落し、多くの市民が財政的に困難な状況に陥っていた。ジェイムズ・ボーディン知事の政権が1786年に、戦時の公債を償還するために税を上げ、さらに過去に遡って税を徴収した。このような経済的圧力のために市民の間に不安が広がり、マサチューセッツの中部から西部に広がったシェイズの反乱に繋がり、1786年から1787年まで続いた。サムナーは反乱の参加者を審問する刑事裁判を担当した。多くの参加者が赦免されたが、18人が有罪となり、死刑を宣告された。その宣告の多くも減刑され、絞首刑にされたのは2人だけだった。
1783年、元奴隷がその自由の確認を求めていたクオック・ウォーカー事件の控訴審をサムナーが担当した。これら事件の1つに関する判決は、邦憲法が事実上奴隷制度を廃止していたことを確認したことだった。1785年、邦議会から邦の法を改定し、近代化し、イギリス当局に関する記述を除去するための委員会委員に選出された。1789年、アメリカ合衆国憲法を批准するための邦会議の議員となり、この会議の意義と「人身保護令状」の重要さを説明した。1791年、サムナーはアメリカ芸術科学アカデミーのフェローに選出された。

## マサチューセッツ州知事
1795年、連邦党のある派閥がサムナーを州知事候補にしようと運動したが、正式に指名されることはなく、サミュエル・アダムズ知事が再選された。翌年、サムナーは積極的に連邦党から働きかけられたが、このときもアダムズがそこそこの差を付けて再選されることができた。選挙運動は分裂を生じさせるようなものではなく、サムナーは年配のアダムズ（当時74歳）に対して、比較的若い候補として出ていた。サムナーはその後、アダムズは「政治的問題の海の中を歩いており、その国のための労働の中で老いてきた」と記していた。
しかし、アダムズの人気は衰えており、1797年の選挙には出馬しないことを決めた。知事候補として多くの人気ある人物の名が上がっていた。その年の選挙では分裂した形になったが、サムナーは投票数25,000票のうち15,000票を獲得して当選した。6月2日、ロクスベリーでサムナーは馬に乗って家を出、その後に馬に乗った300人の市民が従い、ボストンの州会議事堂まで行って、その東バルコニーから州務長官がサムナーの州知事就任を宣言した。サムナーは旧州会議事堂と現在呼ばれる建物で指揮を執った最後の州知事であり、翌年には新州会議事堂に政府が移転した。
サムナーは1798年と1799年にも州知事に再選され、どちらも反対票が少なかった。3期目の選挙で総投票数21,000票のうち17,000票を集めたことでも、その知事としての人気が大きかったことが分かる。州内393の町の内180町では全会一致の支持を得ていた 。サムナーが知事を務めた間、進行していた海上の擬似戦争の結果として、フランスから攻撃される脅威が大きな関心事だった。サムナーは前任者よりも若く比較的活発な知事として、積極的に州の民兵隊を組織し、攻撃された場合の備えを確保するために動いた。

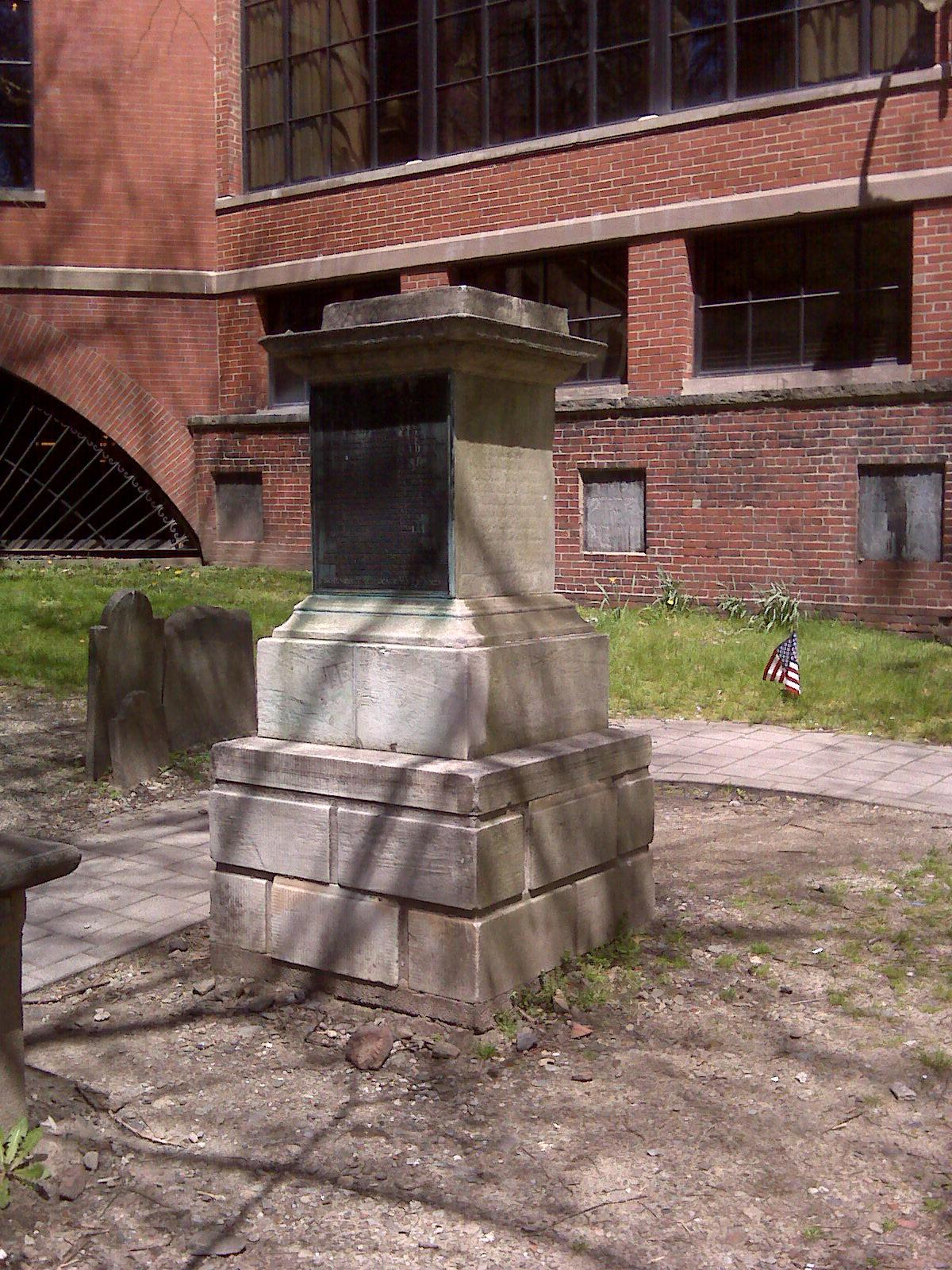
ボストンのグラナリー墓地にあるサムナーの墓、2009年撮影

サムナーは1799年の選挙で当選した時には既に死の床にあったので、知事の職を再開することは無かった。知事職承継に関わる憲法上の問題を避けるために、6月初めになんとか就任宣誓だけはできた。1799年6月7日、狭心症のために知事在職のまま死んだ。52歳だった。その葬儀は軍葬の礼で6月12日に行われ、当時のジョン・アダムズ大統領も参列した。葬列は民兵隊4個連隊が並び、知事のロクスベリー邸宅からオールド・サウス集会場での礼拝まで続いた。遺体はボストンのグラナリー墓地北寄りの隅に埋葬された。その真鍮製墓碑銘には次のように記された。
副知事のモーゼス・ジルが知事代行となり次の選挙が行われた1800年まで州を運営した。

## 家族と遺産
サムナーは1779年9月30日に、ウィリアム・ヒスロップの娘エリザベス・ヒスロップと結婚した。サムナーは義父が死んだときに、かなりの資産を承継し、その公的生活の間に威厳ある生活様式を維持できるようになった。この夫妻には3人の子供が生まれた。息子のウィリアム・H・サムナーは、現在の東ボストンを発展させることに貢献したことで知られ、ボストンにあるサムナー・トンネルはその功績を称えて名付けられた。子孫には20世紀の外交官で、フランクリン・ルーズベルト大統領のアメリカ合衆国国務次官だったサムナー・ウェルズがいる。サムナーがマサチューセッツ州知事を務めていた1798年に法人化されたメイン州（当時はマサチューセッツ州）サムナー町は、サムナーの栄誉を称えて名付けられた。
サムナーの息子に拠れば、サムナーは有能で実行力ある農夫であり、優れた馬乗りでもあったとされている。農業を好み、その農園で自ら果樹園全体を育てた。アメリカ芸術科学アカデミーの会員であり、ロクスベリー・ラテン学校信託理事会の会長を務めた。